# چستر (کالیفرنیا)
چستر (به انگلیسی: Chester) یک منطقهٔ مسکونی در ایالات متحده آمریکا است که در شهرستان پلوماس، کالیفرنیا واقع شده‌است. چستر ۱۹٫۰۸۴ کیلومتر مربع مساحت و ۲٬۱۴۴ نفر جمعیت دارد و ۱٬۳۸۲ متر بالاتر از سطح دریا واقع شده‌است.